# Bir El Hammam
Bir El Hammam est une commune de la wilaya de Sidi Bel Abbès, elle se situe au sud de la wilaya.

## Géographie

### Situation
| Oued Sebaa                 | Sidi Chaib      | Oued Taourira   |
| Ras El Ma; El Biod (Naâma) | Bir El Hammam   | Marhoum         |
| El Biod (Naâma)            | El Biod (Naâma) | El Biod (Naâma) |

### Lieux-dits, hameaux, et quartiers
- Bir El H'Mam ;
- Tagouraya ;
- Nouala ;
- Faïd Ahmed ;
- Tafrent ;
- El Guernina ;
- Chaïb ;
- Sidi Bouhafs ;
- El Hadj[3].